# Dead Rising 2
Dead Rising 2 (デッドライジング 2 Deddo Raijingu 2?) este un joc video open world de survival horror. A fost dezvoltat de Blue Castle Games și publicat de Capcom. A fost lansat pe 24 septembrie 2010 pentru PlayStation 3 și Xbox 360, și pe 28 septembrie 2010 pentru Microsoft Windows. Următorul joc din serie, Dead Rising 3, este o exclusivitate de Xbox One. Protagonistul jocului este Chuck Greene, un motociclist a cărui fetiță a fost mușcată de un zombie. Pentru a-i putea aduce medicamentele din oraș și pentru a scăpa în cele din urmă de zombii, își face propriile unelte (de ex. bâtă de baseball în care sunt bătute cuie). Pe ecran pot apărea și 7000 de zombii deodată.